# Hartford City (Virgínia Ocidental)
Hartford City é uma cidade  localizada no estado norte-americano de Virgínia Ocidental, no Condado de Mason.

## Demografia
Segundo o censo norte-americano de 2000, a sua população era de 519 habitantes.
Em 2006, foi estimada uma população de 516, um decréscimo de 3 (-0.6%).

## Geografia
De acordo com o United States Census Bureau tem uma área de
3,2 km², dos quais 3,2 km² cobertos por terra e 0,0 km² cobertos por água.

## Localidades na vizinhança
O diagrama seguinte representa as localidades num raio de 8 km ao redor de Hartford City.